# Ataenius opacipennis
Ataenius opacipennis är en skalbaggsart som beskrevs av Schmidt 1910. Ataenius opacipennis ingår i släktet Ataenius och familjen Aphodiidae. Inga underarter finns listade.